# Golija
Golija - pasmo górskie w Górach Dynarskich. Leży w Serbii, niedaleko granicy z Czarnogórą. Najwyższym szczytem jest Jankov Kamen, który osiąga wysokość 1883 m.
Szczyty:
- Jankov Kamen - 1883 m,
- Sator - 1875 m,
- Staretina - 1675 m,
- Jadovnik - 1650 m,
- Bobara - 1267 m,
- Vucjak - 1107 m.